# Lillienborg
Lillienborg var ett svenskt grevskap i Halland. Det gavs till riksrådet Axel Lillie den 20 augusti 1652, vilken 1651 hade erhållit Kides friherreskap. Lillienborg skulle enligt donationsbrevet omfatta Laholms kungsladugård samt ett antal mantal i Höks och Fjäre härader i Halland. Tämligen omgående skedde dock en förändring så att grevskapets områden kom att ligga mer samlat. Området i Fjäre byttes mot områden i Höks, Tönnersjö och Halmstads härader. Länets storlek omkring år 1654 var 185 mantal. På grund av att Sverige genom freden i Brömsebro endast erhållit Halland för en begränsad tid, gavs grevskapet interimistiskt så att det senare skulle kunna bytas mot ett motsvarande område på annan ort. Något byte blev dock aldrig aktuellt.
Grevskapet innehades av Axel Lillie till dennes död 1662 och därefter av hans son Axel Lillie d.y. Grevskapet indrogs genom 1680 års reduktion.